# Ovide en zijn vriendjes
Ovide en zijn vriendjes (originele titel: La Bande à Ovide) is een Belgisch-Canadese kinder-animatieserie over Ovide het vogelbekdier, die samen met andere dieren op een tropisch eiland avonturen beleeft. Ovide is een anagram voor Video. Dit is ook te zien in de leader van het programma. Aan het eind hiervan wordt in het woord OVIDE de O verplaatst van het begin naar het eind, zodat dit verandert in VIDEO.
De serie werd geproduceerd door de productiehuizen Kid Cartoons en Ciné Groupe J.P. Inc. Het productiejaar is 1987. Van de serie werden 65 afleveringen gemaakt die werden uitgezonden door de BRT, onder andere in het programma Samson en Gert. Ook werd het programma uitgezonden door de VARA, Kindernet en Pebble TV.

## Verhaal
Ovide woont met zijn vrienden (Polo de straatveger, Peli de winkelier, Dikbuik de kok en de koala-drieling) op een tropisch eiland. Ze worden tegengewerkt door de slang Pie, die met zijn hulpje Zozo de heerschappij over het eiland wil overnemen. Deze plannen lopen altijd mis en lopen slecht af voor Pie. De andere eilandbewoners lachen hem dan uit.
Op onverwachte momenten schieten er op het eiland televisietoestellen uit de grond, waarop korte nieuwsberichten worden uitgezonden. Daarnaast heeft Ovide ook vaak een televisietoestel bij zich, waarop de nieuwsberichten te zien zijn als dit aangezet wordt. In de meeste gevallen gaan die nieuwsberichten over onderwerpen die op de een of andere manier op het eiland van toepassing zijn of waarmee Pie op gemene ideeën wordt gebracht om eindelijk de macht te kunnen grijpen.

## Personages
- Ovide, een blauw vogelbekdier, kan gezien worden als de informele leider van de groep. Hij woont enigszins teruggetrokken in het oerwoud. Hij is degene met verantwoordelijkheidsgevoel en is de slimste.
- Dikbuik is de neef van Ovide en dus ook een vogelbekdier. Hij is de kok, heeft een restaurant en kan goed koken. En dat is ook te zien aan zijn dikke buik.
- Polo is de straatveger, krachtpatser en stoere bink. Hij is een rode hagedis en vaak aan het schoonmaken waarbij hij steeds een houtworm probeert te grijpen.
- Peli is een toekan en heeft een winkel. Hij maakt flauwe grappen waar de eilandbewoners nauwelijks om kunnen lachen.
- Pie is de slechterik, deze python is jaloers op Ovide en probeert de macht te grijpen en het gouden ei van Ovide te stelen. Het komt er vaak op neer dat hij zichzelf uiteindelijk pijn doet.
- Zozo is het hulpje van Pie. Deze toekan is helemaal niet gemeen, heeft juist een goed hart maar wordt er slechts door domheid toe aangezet om Pie te helpen.
- De koala-drieling (Ko, A en La) hebben de rol van toeschouwers, commentatoren en scheidsrechters. Deze koala’s zitten op een tak of op de bank en symboliseren de uitdrukking horen, zien en zwijgen. Ko draagt dan ook een koptelefoon, A een zonnebril en La bedekt steeds zijn mond.
- Mira de kangoeroe is pas in latere afleveringen naar het eiland gekomen. Ze is een medicijnvrouw en leeft wat afgezonderd. Ovide is verliefd op haar.
- De kippen spelen een bijrol. Ze zien er overigens vreemd uit, meer als kruising tussen een vogelbekdier en een eend. Ze leggen gekleurde eieren met (niet altijd aangename) verrassingen.
- De luiaard heeft geen rol maar hangt gewoon te slapen.
- De neusaap is een reiziger die van zijn eigen eiland in Indonesië was weggegaan omdat hij op zoek is naar wezens die net als hij een grote neus hebben om vriendschap mee te sluiten, omdat wezens met normale neuzen hem uitlachen. Hij werd dikke vrienden met Zozo, hoewel deze eerst was beledigd omdat de neusaap zijn snavel te groot noemde en erom lachte.
- Het wild zwijn is een knorrig rood wild zwijn dat de eilandbewoners wil aanvallen. Ovide weet hem uit te putten als zwijnentemmer.

## Nederlandse stemmen
| Personage                                   | Stemacteur/actrice |
| ------------------------------------------- | ------------------ |
| Ovide                                       | Tom Hartmann       |
| Dikbuik de kok                              | Fred Butter        |
| Peli                                        | Ad Hoeymans        |
| Polo                                        | Ruud Drupsteen     |
| Pie                                         | Arie Cupe          |
| ZoZo                                        | Just Meijer        |
| Nieuwslezeres van de tv / Mira de kangoeroe | Lucie de Lange     |

- Andere stemmen: Paul van Gorcum, Marianne Vloetgraven

## Afleveringen
| Aflevering | Titel                             |
| ---------- | --------------------------------- |
| 1          | De lege kippenren                 |
| 2          | De solo zeiler                    |
| 3          | Het spook van de galjoen          |
| 4          | De profeet                        |
| 5          | Het monster                       |
| 6          | De schat van de Azpeken           |
| 7          | De Olympische Spelen              |
| 8          | De machtige tovenaar              |
| 9          | De paling met de vuurogen         |
| 10         | Het duivelsrecept                 |
| 11         | De jager                          |
| 12         | Kiele, kiele, kiele               |
| 13         | De geest uit de fles              |
| 14         | Oorlog op het eiland              |
| 15         | De dam                            |
| 16         | De Energie Crisis                 |
| 17         | De voorvader                      |
| 18         | De eilandamazones                 |
| 19         | Een slechte grap                  |
| 20         | Ovide en de vampier               |
| 21         | De zingende sirene                |
| 22         | Laat me dan lachen                |
| 23         | Het drankje van de gekke geleerde |
| 24         | De koude golf                     |
| 25         | De rally                          |
| 26         | De rode vlek                      |
| 27         | Het komplot                       |
| 28         | Het stierengevecht                |
| 29         | Het geheim van het Hunebed        |
| 30         | Het algenmonster                  |
| 31         | Koortsig verliefd                 |
| 32         | De dolle stofzuiger               |
| 33         | Vrienden voor het leven           |
| 34         | De meesterkok                     |
| 35         | Het doolhof                       |
| 36         | Om bij in slaap te vallen         |
| 37         | De jager gejaagd                  |
| 38         | De verkleiner                     |
| 39         | Het monster van het moeras        |
| 40         | Het monster van Frankenpie        |
| 41         | Het monster van Frankenpie        |
| 42         | Het zwarte goud                   |
| 43         | De geest van Ko                   |
| 44         | De spelleider                     |
| 45         | Het gelukskruid                   |
| 46         | Eeuwig niezen                     |
| 47         | De verdubbeling van Pie           |
| 48         | De onzichtbare bedreiging         |
| 49         | Een vuile streek                  |
| 50         | Wie kaatst kan de bal verwachten  |
| 51         | Het zwembad                       |
| 52         | De Japanse zwaardvechter          |
| 53         | Een rijke droom                   |
| 54         | De kippenvanger                   |
| 55         | De baby                           |
| 56         | De helse badkuip                  |
| 57         | De soldaat                        |
| 58         | Vrijdag de 13de                   |
| 59         | Belastingcontrole                 |
| 60         | De omkeerder                      |
| 61         | Geheugenverlies                   |
| 62         | Weer als kind                     |
| 63         | De magische ring                  |
| 64         | De grote uitdaging                |
| 65         | De beest                          |